# Microglanis pataxo
Microglanis pataxo är en fiskart som beskrevs av Sarmento-soares, Martins-pinheiro, Aranda och Chamon 2006. Microglanis pataxo ingår i släktet Microglanis och familjen Pseudopimelodidae. Inga underarter finns listade i Catalogue of Life.